# Yeshan (köpinghuvudort i Kina, Jiangsu Sheng, lat 32,51, long 118,91)
Yeshan (kinesiska: 冶山, 冶山镇) är en köpinghuvudort i Kina. Den ligger i provinsen Jiangsu, i den östra delen av landet, omkring 51 kilometer norr om provinshuvudstaden Nanjing. Antalet invånare är 40 466. Befolkningen består av 20 122 kvinnor och 20 344 män. Barn under 15 år utgör 10,0 %, vuxna 15-64 år 78 %, och äldre över 65 år 10,0 %.
Runt Yeshan är det tätbefolkat, med 476 invånare per kvadratkilometer. Närmaste större samhälle är Ma'an, 14,4 km sydväst om Yeshan. Trakten runt Yeshan består till största delen av jordbruksmark.
Genomsnittlig årsnederbörd är 1 291 millimeter. Den regnigaste månaden är juli, med i genomsnitt 289 mm nederbörd, och den torraste är december, med 32 mm nederbörd.